# مجزرة عين الرمانة
مذبحة عين الرمانة أو مجزرة البوسطة، هي الحادثة التي تعتبر الشرارة المباشرة لاندلاع الحرب الأهلية اللبنانية والتي امتدت حتى نهاية عقد التسعينيات من القرن العشرين.
في 13 أبريل 1975 تعرض الشيخ بيار الجميل زعيم حزب الكتائب إلى إطلاق نار عند خروجه من كنيسة في ضاحية عين الرمانة. اتهم الجميل الفلسطينيين بالوقوف وراء العملية. في نفس اليوم وفي المنطقة ذاتها هاجم مسلحون ينتمون لحزب الكتائب اللبنانية لحافلة متوجهة إلى مخيم تل الزعتر تحمل أعضاءا في منظمة التحرير الفلسطينية وأطلقوا النار على ركابها مما أدى إلى وقوع 27 قتيل بينهم. اندلعت معارك في نفس الليلة بين الفلسطينيين واليمين المسيحي. لم تنجح محاولات التهدئة والمحادثات السياسية إلى لجم الوضع، فيما حملت الحركة الوطنية اللبنانية التي يقودها كمال جنبلاط حزب الكتائب مسؤولية الحادثة وما لبثت أن انضمت للفلسطينيين. توسع القتال ليشمل مناطق أخرى من لبنان، لتدخل البلاد في دوامة صراعات وأزمات ستدوم أكثر من خمسة عشرة سنة.

## الخلفية المباشرة
صباح 13 أبريل (نيسان) من عام 1975 كان هناك محاولة فاشلة لاغتيال رئيس حزب الكتائب اللبنانية ذي الأغلبية المسيحية بيار الجميّل قام بها مسلّحون مجهولون أثناء قيام الشيخ بيار بواجب اجتماعي في إحدى كنائس عين الرمانة، وأدّى هذا الحادث إلى مقتل مرافقه جوزيف أبو عاصي، ولاحقاً في ذلك اليوم حصلت المواجهة المسلحة بين أبناء عين الرمانة والبوسطة، هوجمت فيها إحدى الحافلات المدنية التي كانت تقل فلسطينيين عائدين إلى مخيم تل الزعتر بعد مشاركتهم باحتفال في مخيم صبرا، فقتل 27 شخصا من أصل 30 كانوا فيها.

### رواية الكتائب والجبهة اللبنانية

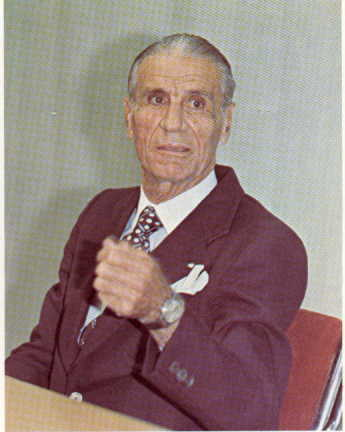
بيار الجميّل: رئيس حزب الكتائب

<< عند الساعة الحادية عشر من قبل الظهر كان مقرراً أن يبدأ احتفال تدشين كنيسة سيدة الخلاص للروم الكاثوليك في شارع مار مارون المتفرع من شارع بيار الجميل بحضور الشيخ بيار الجميل. وكانت طلبت قوة للمحافظة على السير فعاونتهم مفرزة السيّار المحلية على ذلك. وفي الوقت ذاته كان الفدائيون الفلسطينيون يحتفلون بمهرجان تأبيني أقيم في مخيم صبرا لشهداء الثورة الفلسطينية اشتركت فيه جميع الفصائل الفلسطينية.
نحو الساعة العاشرة تقريباً وصلت إلى مكان الاحتفال سيارة فولكسفاغن يقودها لبناني يدعى منتصر أحمد ناصر وهو من مقاتلي جبهة التحرير العربية وهي الجناح الفلسطيني من حزب البعث العراقي. كانت لوحتها مكشوفة ومعروفة بأنها تابعة للكفاح المسلح الفلسطيني.
حاول رجال السير منعه من المرور فتجاوزهم فاصطدم بجوزف أبو عاصي مرافق الشيخ بيار الجميل وعدد من الشبان الذين حاولوا أيضاً منعه من إكمال طريقه من أمام موقع الاحتفال فلم يأبه وتابع طريقه مسرعاً فأطلق الرصاص على السيارة. فتوقف ونزل من السيارة بسرعة وسقط على الأرض بعد أن أصيب بجرح في كفه وعلى الفور نقل إلى مستشفى القدس الذي تشرف عليه المقاومة الفلسطينية. وصباح اليوم التالي عندما توجهت دورية الدرك لأخذ إفادته كان اختفى ولم يعثر له على أثر.
بعد ثلثي الساعة تقريباً وصلت سيارة فيات حمراء غطيت لوحتها بأوراق تحمل شعارات فلسطينية وبداخلها أربعة مسلحين فتجاوزت حاجز الدرك الذي أقيم إثر عملية إطلاق النار السابقة وأخذ المسلحون يطلقون الرصاص عشوائياً على الأهالي المتجمعين عند مدخل الكنيسة فسقط قتيلاً كل من جوزف أبو عاصي وأنطوان ميشال الحسيني وديب يوسف عساف وإبراهيم حنا أبو خاطر وأصيب سبعة أشخاص بجروح مختلفة.
رد الأهالي بالرصاص على السيارة وهي تحاول الفرار فقتل فدائي وأصيب اثنان نقلتهما قوى الأمن إلى مستشفى القدس فيما نقل القتلى والجرحى من أهالي عين الرمانة إلى مستشفى الحياة.
على صوت الرصاص هبّ شباب عين الرمانة من منازلهم وأسرعوا إلى أسلحتهم وفي اعتقادهم أن هجوماً تتعرض له منطقتهم وراحت الأخبار تنتشر عن تعرض الشيخ بيار الجميل لمحاولة اغتيال وما زاد من حدة الإشاعات أن الشيخ بيار كان غادر المحلة قبل فترة دون أن يشاهده معظم الأهالي فاعتقدوا أن مكروهاً أصابه.
في هذه الأجواء المشحونة والمتوترة جداً وفيما الأهالي مذهولين مما جرى ويحاولون لملمة آثار ما حدث ودماء أحد عشر شاباً تغطي الأرض والشبان المسلحون يقفون على أعصابهم خوفاً من الساعات القادمة. فجأة اقتحمت الشارع «بوسطة» مزدحمة بالمسلحين الفلسطينيين كانوا متوجهين إلى مخيم تل الزعتر وبنادقهم وأعلامهم وثيابهم المرقطة ظاهرة من النوافذ وهم ينشدون الأناشيد الحماسية. فاعتقد الأهالي أن هجوماً مفاجئاً تتعرض له عين الرمانة إستكمالاً لما جرى.

لحظات وانهمر الرصاص على «البوسطة» التي لم ينج من ركابها سوى السائق واثنان من رجال المقاومة. هذا تفصيلياً ما جرى في عين الرمانة قبل ظهر الأحد 13 نيسان 1975 فكيف تكون حادثة البوسطة هي الشرارة التي أدت لاندلاع الحرب اللبنانية فأي مراقب محايد عندما يقرأ تسلسل الأحداث التي جرت يومها في عين الرمانة يدرك حتماً أن شرارة اندلاع الحرب كانت محاولة اغتيال الشيخ بيار الجميل وما تعرض له الأهالي من قبل ركاب سيارتي الفولكس فاغن والفيات الحمراء وأن ما حدث مع ركاب «البوسطة» كان رد فعل من قبل الأهالي المذعورين الذين كانوا لا يزالون يلملمون جراحهم وفجأة رأوا الموكب الفلسطيني فراحوا «يطلقون النار بشكل لا يعبر عن شجاعة بقدر ما يعبر عن ذعر» كما يصف الأستاذ جوزف أبو خليل حالة الأهالي وقتها في كتابه قصة الموارنة في الحرب.>>

### رواية منظمة التحرير الفلسطينية والجبهة الوطنية اللبنانية

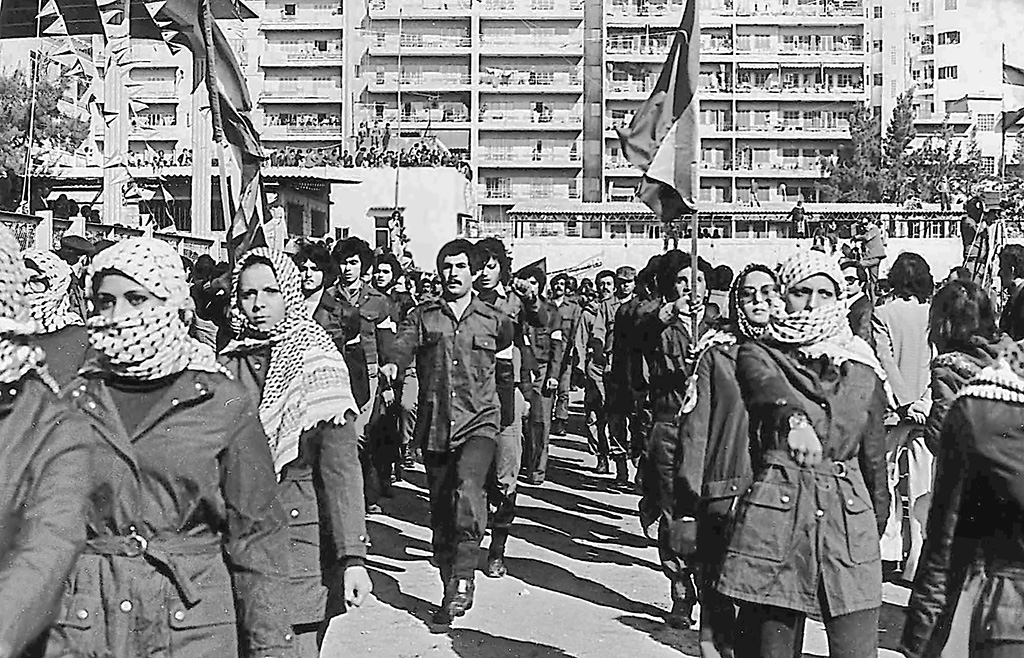
المقاتلين الفلسطينيين في لبنان

يرى الفلسطينيون ومعهم أحزاب الجبهة الوطنية اللبنانية أن هذا الحادث المأساوي هو نتاج تخطيط داخلي وإقليمي ودولي. فالعامل الأول هو حصول سليمان فرنجية على رئاسة الجمهورية اللبنانية وهو قائد تنظيم المردة الذي عمل على تشكيله لاحقاً.
وكان يريد التخلص من اتفاق القاهرة الذي عقد إبان حكم سلفه الرئيس شارل حلو مع ياسر عرفات وبإشراف الرئيس جمال عبد الناصر والذي عرف فيما بعد باتفاق القاهرة. وفي هذا الإتفاق ضمنت م.ت.ف (منظمة التحرير الفلسطينية) رفع يد المكتب الثاني للمخابرات اللبنانية وأدوات السلطة عن العبث بالمخيمات الفلسطينية ورفع القمع عن هذه المخيمات وذلك بتشكيل الكفاح المسلح الفلسطيني الذي يتولى الأمن داخل هذه المخيمات بالتنسيق مع أجهزة الدولة اللبنانية.
والأمر الثاني هو ضمان المقاومة منطلقاً لها من جنوب لبنان في منطقة تدعى العرقوب لممارسة نشاطها ضد العدو الصهيوني.
ومنذ مجيء الرئيس سليمان فرنجية، حاول إنهاء اتفاق القاهرة عن طريق الجيش اللبناني في العام 1973، وذلك بالهجوم على المخيمات الفلسطينية ومحاولة اعتقال قادة المقاومة. لكن الخطوة فشلت، ولم يتمكن الجيش اللبناني من دخول المخيمات الفلسطينية بل حصل انشقاق داخله، حيث قام أحد ضباط الجيش اللبناني واسمه أحمد الخطيب بالانشقاق عن الجيش وتشكيل ما سمي بجيش لبنان العربي.
الأمر الثالث هو وجود هنري كيسنجر وزير الخارجية الأمريكي وهو يهودي هاجرت عائلته من ألمانيا إلى الولايات المتحدة الأمريكية عام 1938، وكان يهدف من وراء خلط الأوراق على الساحة الفلسطينية إنهاء وجود م.ت.ف الرقم الأصعب في حل معادلة القضية الفلسطينية وإنهاء الهوية الفلسطينية التي هي نقيض الوجود الصهيوني على أرض فلسطين.
الأمر الرابع هو وجود نظام حافظ الأسد في سوريا، والذي حصل على رضى أمريكا بانقلابه عام 1970 وبتضييقه على القوات العراقية التي شاركت في حرب عام 1973 ومنعت دمشق من السقوط. وجد كيسنجر في هذه العوامل وغيرها فرصة لإحكام سيطرة النظام في سوريا على المقاومة الفلسطينية واحتوائها بما يخدم مجريات التسوية التي خطط لها. وقد لاقت هذه السياسة معارضة الاتحاد السوفيتي في حينه، ففي الوقت الذي كانت فيه الدبابات السورية تدخل الأراضي اللبنانية بالتفاهمات التي أجريت  عن طريق كيسنجر، كان وزير خارجية الاتحاد السوفيتي في حينه أندري غروميكو يصرح بأن السوفييت يعارضون الدخول السوري إلى لبنان، حيث كانت القوى الوطنية بزعامة كمال جنبلاط مدعومة بقوى م.ت.ف تسيطر على ما يزيد عن ثمانين في المائة من الأراضي اللبنانية.